# Авганистан на Летњим олимпијским играма 2008.
Авганистан на Летњим олимпијским играма учествује дванаести пут. На Олимпијским играма 2008., у Пекингу, у Кини учествовао је са 4 учесника (3 мушкараца и 1 жена), који су се такмичили у два индивидуална спорта.
Заставу Авганистана на свечаном отварању Олимпијских игара 2008. носио репрезентативац у теквондоу Nesar Ahmad Bahave.
Најмлађи учесник је био такође репрезентативац у теквондоу Рохулах Никпаи који је у категорији до 59 кг освојио бронзану олимпијску медаљу. То је била прва олимпијска медаља за Авганистан у историји олимпијских игара.

## Спортисти Авганистана по дисциплинама
| Спорт      | Мушкарци | Жене | Укупно |
| ---------- | -------- | ---- | ------ |
| Атлетика   | 1        | 1    | 2      |
| Теквондо   | 2        | 0    | 2      |
| Укупно (2) | 3        | 1    | 4      |

## Освајачи медаља

### Бронза
- Рохулах Никпаји — теквондо, до 58 кг

## Резултати по дисциплинама

### Атлетика

#### Мушкарци
| Атлетичар   | Дисциплина | Група    | Група | Четвртфинале     | Четвртфинале     | Полуфинале       | Полуфинале       | Финале           | Финале           |
| Атлетичар   | Дисциплина | Резултат | Место | Резултат         | Место            | Резултат         | Место            | Резултат         | Место            |
| ----------- | ---------- | -------- | ----- | ---------------- | ---------------- | ---------------- | ---------------- | ---------------- | ---------------- |
| Масуд Азизи | 100 м      | 11,45    | 75/80 | Није се пласирао | Није се пласирао | Није се пласирао | Није се пласирао | Није се пласирао | Није се пласирао |

#### Жене
| Атлетичарка      | Дисциплина | Група    | Група | Четвртфинале      | Четвртфинале      | Полуфинале        | Полуфинале        | Финале            | Финале            |
| Атлетичарка      | Дисциплина | Резултат | Место | Резултат          | Место             | Резултат          | Место             | Резултат          | Место             |
| ---------------- | ---------- | -------- | ----- | ----------------- | ----------------- | ----------------- | ----------------- | ----------------- | ----------------- |
| Рубина Муким Јар | 100 м      | 14,80    | 85/85 | Није се пласирала | Није се пласирала | Није се пласирала | Није се пласирала | Није се пласирала | Није се пласирала |

## Теквондо

#### Мушкарци
| Такмичар           | Дисциплина | Коло 16 такмичара      | Четвртфинале          | Полуфинале         | Репасаж Полуфинале   | Репасаж Финале        | Финале           | Пласман |
| Такмичар           | Дисциплина | Противник Резултат     | Противник Резултат    | Противник Резултат | Противник Резултат   | Противник Резултат    | Финале           | Пласман |
| ------------------ | ---------- | ---------------------- | --------------------- | ------------------ | -------------------- | --------------------- | ---------------- | ------- |
| Рохулах Никпаи     | до 58 кг   | Tuncat Немачка Поб 4-3 | Перез Мексико Пор 1-2 | Није се пласирао   | Харви УК Поб 2-1     | Рамос Шпанија Поб 4-1 | Није се пласирао |         |
| Насер Ахмед Бахаве | до 68 кг   | Лопез САД Пор 0-3      | Није се пласирао      | Није се пласирао   | Манц Немачка Пор 3-4 | Није се пласирао      | Није се пласирао |         |